# Житомирский троллейбус
Жито́мирский тролле́йбус (укр. Житомирський тролейбус) — троллейбусная система в городе Житомире на Украине.

## История

Логотип Житомирского троллейбуса и трамвая

### 1960-е
Троллейбусное движение в Житомире было открыто 1 мая 1962 года. Длина первого и единственного маршрута составляла 3,5 км. Маршрут № 1 «Пл. Ленина — Вокзал» начинался с пл. Привокзальной, проходил по ул. Ленина, далее на пл. Ленина линия сворачивала направо, затем на пл. Победы, ул. Театральную и вновь выходила на ул. Ленина. Изначально на маршруте работали 5 троллейбусов — три б/у СВАРЗ-ТБЭС, переданные из Москвы, и два новых ЗиУ-5. Временное троллейбусное депо было устроено на месте сгоревшего дома (сейчас там находится гостиница «Житомир»).
В течение 1962 года поступило ещё 6 троллейбусов ЗиУ-5. За этот год было перевезено 2,4 млн пассажиров. Энергопитание троллейбусной сети осуществлялось от двух тяговых подстанций. Ремонт и техобслуживание подвижного состава поначалу осуществлялось в старом трамвайном депо на ул. Комсомольской (впоследствии на территории бывшего депо был размещён лицей № 25).
На территории депо были ремонтная яма под открытым небом и кузница. На яму троллейбусы приходилось заталкивать вручную. Из Киева и Одессы троллейбусы в Житомир доставляли на буксирах, из Москвы и Энгельса — по железной дороге.
7 ноября 1963 года была открыта вторая линия, проходившая по ул. Театральной и ул. Карла Маркса до Смолянской площади.
В январе 1964 года были получены первые 6 троллейбусов ОДаЗ-695Т стоимостью 74 тысячи рублей. Также в этом году начали поступать троллейбусы Киев-4. Через несколько лет в Житомир поступили б/у троллейбусы Киев-4 из Киева и ЗиУ-5 из Москвы.
В том же году были демонтированы трамвайные пути и вместо них построена троллейбусная линия по ул. Карла Либкнехта до фабрики «Комсомолка». Таким образом, через 2 года после пуска троллейбуса в городе действовали уже 2 маршрута: № 1 «Вокзал — ул. Ленина — ул. Театральная — ул. Карла Маркса — Смолянка» и № 2 «Вокзал — ул. Ленина — пл. Ленина — ул. Карла Либкнехта — Фабрика „Комсомолка“ — ул. Карла Либкнехта — пл. Победы — ул. Ленина — Вокзал».
С началом движения троллейбусов возникла проблема сохранения ламп уличного освещения от разбивания их штангами. Поскольку фонари были подвешены над дорогой возле троллеев, штанги при срыве с троллеев по разным причинам часто попадали в лампы. Проблема была решена только в 1970-х годах после перенесения фонарей на столбы.
В 1965 г. была построена троллейбусная линия по ул. Карла Либкнехта через старый Богунский мост до конечной Богуния (около нынешней остановки ул. Офицерская) до которой был продлён маршрут №2.
8 марта 1966 года был открыт маршрут № 3 «Фабрика „Комсомолка“ — ул. Карла Либкнехта — пл. Победы — ул. Театральная — ул. Карла Маркса — Смолянка — ул. Карла Маркса — пл. Ленина — ул. Карла Либкнехта — Фабрика „Комсомолка“».
В том же году было построено новое троллейбусное депо, рассчитанное на 50 троллейбусов, на ул. Чапаева (сейчас это троллейбусное депо № 1, въезд в депо троллейбусов с перекрёстка улиц Щорса и Чапаева после открытия депо № 2 на долгое время был закрыт и возобновлён в 2010 году). По этому же адресу (ул. Чапаева, 1) до 1978 года находилось и трамвайно-троллейбусное управление (ТТУ).
С 1962 до 1969 год по причине роста населения и расширения маршрутов удельный вес троллейбусных перевозок в общем объёме перевозок электротранспорта возрос от 19,2 до 34,4 %. В связи с этим в декабре 1968 года в Житомире впервые начали сцеплять по 2 троллейбуса ОДаЗ-695Т, чтобы компенсировать их небольшую вместимость.

### 1970-е
В 1970 году маршрут №3 был продлён до конечной Богуния, в этом же году была построена линия по ул. Щорса до Сельхозтехникума и был открыт маршрут № 4 «Сельхозтехникум — ул. Щорса — ул. Котовского — ул. К.Либкнехта — пл. Победы — ул. Театральная — ул. Ленина — ул. Щорса — Сельхозтехникум», в 1974 году — построены линии до конечной Крошня и на Гидропарк. Соответственно был изменен маршрут № 4 на «Крошня — ул. Щорса — ул. Ленина — Вокзал» и открыт маршрут № 5 «Пл. Ленина — ул. Черняховского — Гидропарк». Пятый маршрут был несколько лет оторван от троллейбусного депо и троллейбусы приходилось доставлять на маршрут и забирать при помощи автомобилей-тягачей. В качестве разворотного кольца маршрута использовались ул. Лазо, ул. Любарская и ул. Комсомольская. Проблема была в том, что ул. Комсомольская, через которую линия пятого маршрута должна была соединяться с пл. Победы, была на углу с ул. Театральной слишком узкой, а расширить её мешали дома.
В 1970 году была построена линия по ул. Щорса до Сельхозтехникума и был открыт маршрут № 4 «Сельхозтехникум — ул. Щорса — ул. Котовского — ул. К.Либкнехта — пл. Победы — ул. Театральная — ул. Ленина — ул. Щорса — Сельхозтехникум», в 1974 году — построены линии до конечной Крошня и на Гидропарк. Соответственно был изменен маршрут № 4 на «Крошня — ул. Щорса — ул. Киевская — Вокзал» и открыт маршрут № 5 «Пл. Ленина — ул. Черняховского — Гидропарк». Пятый маршрут был несколько лет оторван от троллейбусного депо и троллейбусы приходилось доставлять на маршрут и забирать при помощи автомобилей-тягачей. В качестве разворотного кольца маршрута использовались ул. Лазо, ул. Любарская и ул. Комсомольская. Проблема была в том, что ул. Комсомольская, через которую линия пятого маршрута должна была соединяться с пл. Победы, была на углу с ул. Театральной слишком узкой, а расширить её мешали дома.
В феврале 1971 года в Житомир поступили троллейбусы Киев-6.
Весной 1973 года троллейбусным управлением был проведён эксперимент. В часы пик на первом маршруте начал курсировать троллейбус с надписью «Малыш», пассажирами которого могли быть только родители с маленькими детьми и ученики младших классов. Но граждане не хотели это осознавать, и в этом троллейбусе всё равно пытались ехать люди всех возрастов. Так что эксперимент не удался, хотя троллейбус — уже как агитационный — ещё долго работал на линии.
К 1977 году была построена линия по ул. Парижской Коммуны и ул. Шевченко, и маршрут № 5 был продлён до пл. Смолянской. Первоначально планировать продлить его до Областной больницы, для этого в то же время была построена линия по улицам Пушкинской и Коцюбинского, но затем от этого решили отказаться и линия много лет использовалась только в качестве служебной. Вместо продлённого маршрута № 5 был открыт маршрут № 5а «ул. Комсомольская — Гидропарк».
Два троллейбуса ЗиУ-682Б в 1974 году были отправлены в Киев на испытания, где работали в 3-м депо под номерами 301 и 302. В следующем году они вернулись в Житомир.
В 1976 году была построена новая тяговая подстанция в районе Корбутовки и реконструированы 4 действующие. Таким образом, мощность тяговых подстанций возросла почти в 2 раза и составила 13 200 кВт. Тогда же в контактной сети впервые применили вместо жёсткой подвески эластичную.
С 1976  году в Житомире появились троллейбусы ЗиУ-682. Большими партиями они начали поступать с 1982 года (по 15—20 ежегодно).
Начиная с 1977 года житомирское предприятие электротранспорта постоянно находилось в первой десятке среди подобных предприятий УССР, затем Украины. С 1977 по 2010 год не было случаев невыполнения заданий по перевозке пассажиров. В 1978 году коллектив ТТУ занял второе место в УССР. Он занимал и занимает по производственным и другим показателям ведущее место среди других трудовых коллективов города и области.
В 1978 году было построено трамвайно-троллейбусное депо № 2, в которое были перемещены ТТУ и старое трамвайное депо. Линия по ул. Вокзальной и ул. Витрука три года использовалась только в качестве технической. Тогда же ввели в практику бескондукторное обслуживание пассажиров. В том же году была открыта линия по ул. Ленина за ж/д вокзалом, ул. Баранова и ул. Королёва, вследствие чего были открыты маршруты № 6 «Крошня — ул. Щорса — ул. Ленина — Завод „Химволокно“» и № 7 «Фабрика „Комсомолка“ — ул. Карла Либкнехта — ул. Ленина — ул. Баранова — Завод „Химволокно“».
В 1978 году электротранспортом города (троллейбусами и трамваями) было перевезено 61 млн пассажиров. На семи троллейбусных и одном трамвайном маршрутах работало 125 трамваев и троллейбусов.

### 1980-е
После реконструкции ул. Карла Либкнехта и постройки нового моста через реку Каменку в начале 80-х троллейбусная линия была продлена до гостиницы «Ялынка», кольцо на конечной «Богуния» было разобрано, до новой конечной были продлены маршруты №№ 2 и 3.
В 1981 году была построена линия по ул. Витрука и ул. Селецкой, после чего были открыты кольцевые маршруты № 1а «Вокзал — ул. Театральная — Смолянка — Вокзал», № 1б «Вокзал — Смолянка — ул. Театральная — Вокзал». Кольцо на пл. Смолянской было разобрано, вместо него построено кольцо на пл. 60-летия СССР, до которого продлили маршруты № 3 и № 5. В том же году была построена линия на участке ул. Карла Маркса за пл. Смолянской, и был открыт маршрут № 8 «Пл. Победы — Бумажная фабрика». Тогда же был получен первый грузовой троллейбус КТГ-2.
В 1982 году после снесения старых домов возле перекрёстка ул. Театральной и ул. Комсомольской удалось расширить проезжую часть и построить линию от ул. Театральной до ул. Комсомольской после чего маршрут № 5 «Пл. 60-летия СССР — Гидропарк» перенумеровали в № 9, а маршрут № 5а продлили до пл. Победы и перенумеровали в № 5 «Пл. Победы — Гидропарк». В этом же 1982 году была построена линия по ул. Михайловоградской и ул. Ватутина, по которой пустили новые маршруты № 10 «Ялынка — Вокзал» и № 11 «Крошня — Завод „Химволокно“». При этом хотя маршруты №№2,3 и 10  имели общую конечную остановку, на маршрутоуказателях 2-го и 3-го маршрутов она значилась как «Богуния», а у 10-го маршрута — «Ялынка».
В 1984 году было построено разворотное кольцо возле Завода ограждающих конструкций (ЗОК) на ул. Баранова, до которого в часы пик стали курсировать маршруты №4 и № 10, некоторое время спустя маршрут №10 стал снова курсировать до Вокзала. В том же 1984 году Житомир получил 2 троллейбуса ЗиУ-682УГ (экспортная модификация троллейбуса, предназначенная для Греции). Главным их отличием было то, что сидения, расположенные над надколёсными куполами, были повёрнуты в направлении бортов, как в вагонах метрополитена. Изначально эти троллейбусы были предназначены для Афин, но в них обнаружился брак кузова, из-за чего греческая сторона от них отказалась. Троллейбусы 2 года простаивали на Заводе имени Урицкого, после чего их привезли в Житомир. Они, как и остальные троллейбусы этой модификации, имели большие вертикальные форточки на окнах, по 8 стёкол в средней и задней дверях, выпуклые бамперы, только частичную перегородку кабины водителя, аккумуляторы автономного хода, на месте люков на потолке были расположены динамики. И это далеко не полный список их отличий от неэкспортных ЗиУ. Окна, двери, бамперы и перегородку переделывали уже на территории депо № 1. И самое главное — в них полностью переваривали раму конструкции, после чего их начали эксплуатировать. На маршрутах эти троллейбусы работали под парковыми номерами 1199 и 1200 вплоть до 2009 года.
В 1985 году была построена линия по ул. Циолковского, ул. Космонавтов и восточной части ул. Селецкой. Эта линия заменила конечную остановку маршрута № 9.
В 1986 году была открыта линия по ул. Котовского, ул. Коммунистической и ул. Московской. Маршрут № 4 переместили с загруженной транспортом ул. Ленина на улицы Коммунистическую, Московскую, Котовского и Михайловоградскую. Маршрут № 7 также переместился на ул. Котовского и ул. Михайловоградскую. Тогда троллейбусы 4-го маршрута двигались по ул. Московской и ул. Коммунистической в обоих направлениях. От левого поворота с ул. Щорса на ул. Котовского отказались, так как из-за пересечения с трамвайной линией его было очень сложно построить. От поворота направо с ул. Котовского на ул. Щорса в то время решили отказаться. Маршрут №4 стал курсировать до Вокзала, немного позднее он был продлён до Восточного микрорайона. В том же 1986 году открылись полукольцевые маршруты № 2 «Богуния — Вокзал — Смолянка — Богуния» и № 3 «Богуния — Смолянка — Вокзал — Богуния». Разворотное кольцо на пл. 60-летия СССР было решено оставить.
Кольцевые маршруты № 1а и 1б были заменены одним маршрутом № 1 «Вокзал — Вокзал». Отличием стало то, что троллейбусы начали разворачиваться возле ж/д вокзала, а не проезжать его как промежуточную остановку. Несколько лет действовал маршрут № 1к «Вокзал — Пл. 60-летия СССР», проходивший, как и 1-й маршрут, через ул. Театральную и Смолянку, но пл. 60-летия СССР для него была конечной остановкой.
Открывались, затем ликвидировались маршруты № 13 «Гидропарк — Фабрика „Комсомолка“» и № 14 «Гидропарк — Вокзал». В те года оба маршрута оказались малозагруженными по причине нестойкого сезонного пассажиропотока.
В конце 80-х была построена линия по ул. Коммунистической и ул. Московской на участке от ул. Коммунистической до ул. Ленина и организован маршрут № 12 «Крошня — Центр». Был открыт маршрут № 13 «Ялынка — пл. Ленина», для разворота которого была достроена линия на ул. Карла Маркса и пл. Ленина. Были введены, а затем отменены маршруты № 14 «Ялынка — ЗОК» и № 15 «Гидропарк — Вокзал».
С 1984 по 1987 год действовал маршрут № 12 «Пл. Победы — ул. Ленина — ул. Баранова — Химволокно».
Активное строительство новых линий было связано с подготовкой к празднованию 1100-летия Житомира. Длина контактной сети в юбилейном 1984 году достигла 87,5 км. Энергообеспечение трамвайных и троллейбусных линий осуществляли 11 тяговых подстанций, причём 7 из них уже были переведены на телеметрическое управление с центрального пульта. В этом году на маршрутах курсировало уже 200 троллейбусов, перевозивших около 75 млн пассажиров за год. Общая протяжённость 12 маршрутов составила 146,4 км.
В связи с расширением маршрутной сети троллейбусов и увеличением количества машин при Житомирском СПТУ-15 началась подготовка водителей троллейбусов.
В 1980-х годах была введена четырёхзначная нумерация троллейбусов. В каждом номере первая цифра стала означать номер депо, остальные 3 — общегородской номер троллейбуса.

### 1990-е
Наибольшее количество троллейбусов в Житомире было в 1990 году — 297, после чего поступление новых машин стало значительно снижаться, а списания продолжались прежними темпами. Так в 1990 году поступило 32 троллейбуса, в 1991 — 20, в 1993 — 11 (из них семь 1992 года выпуска и четыре 1993 г. в.), в 1994 — только один, получивший парковый номер 1061.
С 1995 по 1998 год в Житомир поступило 5 троллейбусов ЮМЗ Т1, получившие парковые номера 2062, 1063, 2064, 2065 и 1066.
В связи с постройкой нового микрорайона Хмельники было запланировано строительство троллейбусной линии по улицам Новосенной, Чехова, Новосеверной и Маликова. Однако эти планы не были реализованы, хотя даже в 2000-х городская власть вновь неоднократно обещала заняться строительством запроектированной контактной сети на ул. Маликова. Существовали планы пуска троллейбуса на Малёванку, до Силикатного комбината, в район аэропорта (по другой[чьей?] информации в Глубочицу), к посёлку Лесному, в село Заречаны (Украина), которое планировалось включить в городскую черту, Тетеревку и даже в Черняхов.
В 1990-х годах были ликвидированы остановки «ул. Мануильского» на ул. Киевской, «з-д Ремпищемаш» на ул. Щорса, «з-д Автозапчасть» на ул. Победы в направлении Богунии, «ул. Малая Бердичевская» на перекрёстке с ул. Театральной. Многие остановки, такие как «Педагогический институт», «ул. Щорса» на ул. Ватутина в направлении вокзала и ряд других, были перенесены на 50—150 м.
В начале 1990-х годов маршрут № 11 «Крошня — Завод „Химволокно“», следовавший по ул. Ватутина и Восточной, был сокращён до завода «Вторчермет» («Вибросепаратор»), возле которого было построено новое разворотное кольцо. А через несколько лет маршрут был и вовсе отменён. Позже на кольце контактные опоры и столбы были демонтированы. Повороты линий с ул. Щорса на Ватутина после закрытия маршрута не были демонтированы и стали использоваться в качестве служебных.
В 1990 году маршрут № 10 кратковременно был продлён до ЗОКа, но затем снова укорочен до Вокзала. Маршрут № 13 позже был переобозначен на № 11. Троллейбус № 10 стал курсировать лишь в часы пик, и некоторый период в межпиковое время действовал маршрут № 13 «Чулочная ф-ка — Вокзал» (по ул. Ватутина), позже отменённый из-за низкого пассажиропотока.
В начале 1995 года общая длина троллейбусных линий составляла в городе 96,0 км. Сеть обслуживали 10 тяговых подстанций. В двух депо перебывало 209 троллейбусов.
Несколько дней в 1995 году в Житомире, как и в ряде других городов Украины, проходили испытания троллейбусы К-12.03 (Киев-12), после чего они начали эксплуатироваться в Киеве.
К сентябрю 1998 года был демонтирован поворот с улицы Шевченко от Гидропарка на ул. Пушкинскую после чего был восстановлен демонтированный 20 годами ранее поворот с улицы Б. Бердичевской (со стороны пл. Победы) на улицу Шевченко, ставший продолжением маршрута № 11 «Чулочная ф-ка — Областная больница». Линия на пл. Соборной осталась ещё на 10 лет и использовалась только как служебная.
В том же 1998 году был смонтирован поворот с ул. Котовского на ул. Щорса, благодаря которому троллейбусы № 4 при движении в направлении Крошни прекратили движение через ул. Московскую и Львовскую, и соответственно стали проходить на 2 остановки меньше, одна из которых (возле бывшего Дома Радио) была ликвидирована, а контактная сеть на ул. Львовской в направлении Щорса ещё примерно 2 года оставалась висеть уже как неиспользуемая.
Удельный вес троллейбусных перевозок в общем объёме городских перевозок составлял в 1999 году 65,5 %.

### 2000-е
В 2000 году была демонтирована линия с одной стороны ул. Львовской (в направлении ул. Щорса). Линия по ул. Московской от ул. Котовского до Львовской была оставлена и соединена с другой частью линии на Московской (от ул. Львовской до Киевской). На этой линии некоторое время действовал маршрут № 13 «Чулочная ф-ка — просп. Мира — пл. Освобождения — ул. Победы — ул. Котовского — ул. Московская — ул. Киевская — ЦУМ — ул. Киевская — ул. Театральная — пл. Победы — ул. Победы — пл. Освобождения — просп. Мира — Чулочная ф-ка».
На некоторое время маршрут № 10 был сокращён до ж/д вокзала, затем был восстановлен обратно до ЗОКа. 8-й маршрут был сокращён до пл. Победы на выходные дни и на межпиковое время, а в часы пик продолжал действовать до Чулочной ф-ки.
В июле 2003 года были открыты маршруты:
- № 13: Вокзал — ул. Киевская — ул. Театральная — ул. Большая Бердичевская — ул. Шевченко — ул. Пушкинская — Областная больница — ул. Пушкинская — ул. Коцюбинского — ул. Большая Бердичевская — ул. Театральная — ул. Киевская — Вокзал;
- № 14: Вокзал — ул. Киевская — ул. Щорса — Крошня;
- № 15: Вокзал — ул. Киевская — ул. Театральная — ул. Малая Бердичевская — ул. Черняховского — Гидропарк — ул. Черняховского — ул. Адмирала Щастного — ул. Любарская — ул. Малая Бердичевская — ул. Театральная — ул. Киевская — Вокзал.

Чуть позже в том же году после постройки правого поворота с ул. Ватутина на ул. Щорса был открыт 16-й маршрут:
- № 16: Богуния (Ялынка) — просп. Мира — ул. Щорса — ул. Львовская — ул. Московская — ул. Киевская — ЦУМ — ул. Киевская — ул. Героев Сталинграда[3] — пл. Победы — ул. Победы — пл. Освобождения — просп. Мира — Богуния (Ялынка).

Целью 16-го маршрута было соединение Богунии с Сенным рынком. Поворот с ул. Щорса на ул. Ватутина налево построен не был, поскольку на данном перекрёстке выполнение такого поворота из-за сложного светофорного регулирования запрещено.
До 2008 года все эти маршруты, кроме № 15, были отменены. Третья попытка запустить троллейбус из ж/д вокзала на Корбутовку, в отличие от попыток 1980-х годов, оказалась удачной.
В 2004 году был открыт маршрут № 5а, в 2005-м — маршруты № 17 и 18:
- № 5а: Чулочная ф-ка — просп. Мира — пл. Освобождения — ул. Победы — пл. Победы — ул. Героев Сталинграда — ул. Театральная — ул. Малая Бердичевская — ул. Черняховского — Гидропарк — ул. Черняховского — ул. Адмирала Щастного — ул. Любарская — ул. Малая Бердичевская — ул. Театральная — пл. Победы — ул. Победы — пл. Освобождения — просп. Мира — Чулочная ф-ка;
- № 17: Крошня — ул. Щорса — ул. Львовская — ул. Московская — ул. Киевская — ул. Театральная — ул. Малая Бердичевская — ул. Черняховского — Гидропарк — ул. Черняховского — ул. Адмирала Щастного — ул. Любарская — ул. Малая Бердичевская — ул. Театральная — ул. Киевская — ул. Щорса — Крошня;
- № 18 (изначально № 12а): Крошня — ул. Щорса — ул. Львовская — ул. Московская — ул. Киевская — ул. Театральная — ул. Большая Бердичевская — ул. Шевченко — ул. Пушкинская — Областная больница — ул. Пушкинская — ул. Коцюбинского — ул. Большая Бердичевская — ул. Театральная — ул. Киевская — ул. Щорса — Крошня.

Маршрут № 17 работал только в выходные, праздничные и нерабочие дни, № 18 — в рабочие дни.
В 2005 году в связи с открытием новых торговых центров, расположенных вдалеке от остановок, были открыты остановки «Дастор» и «Фуршет», в этом же году маршрут № 7 на некоторое время продлялся от Чулочной фабрики до Богунии.
По состоянию на 20 декабря 2005 г. в Житомире числилось 188 троллейбусов ЗиУ-682, выпущенных с 1979 по 1994 гг., 5 троллейбусов ЮМЗ Т1, выпущенных с 1995 по 1998 год, и 2 грузовых троллейбуса КТГ-2 1986 г. в. и 1990 г. в.
3 октября 2006 года в Житомире на 1-й и 2-й маршруты Житомира вышли 2 новых троллейбуса ЗиУ-682Г-016 (012). Один из них имеет тонированные стёкла, ему был присвоен парковый номер 2068, с 2008 года — 1068. Второй получил номер 1067. Следующие 2 троллейбуса поступили в январе 2007-го. Первый, ЗиУ-682Г-016 (012), вышел на маршруты в январе под номером 1069. Второй, ЗиУ-682Г-016 (012) П, имеющий стеклопластиковую маску передка, выехал на улицы Житомира лишь в марте под номером 2070 (в 2008 году — 1070).
В 2007 году маршрут № 6 был сокращён до ЗОКа, открыт маршрут № 10а, а немного позже — № 7а:
- № 10а: Чулочная ф-ка — просп. Мира — пл. Освобождения — ул. Ватутина — ул. Восточная — пл. Согласия — ул. Киевская — Вокзал;
- № 7а: Пл. Победы — ул. Героев Сталинграда[3] — ул. Киевская — Киевское шоссе — ул. Баранова — ул. Королёва — Завод химволокна[19].

Маршрут № 10а действовал в рабочие дни в межпиковое время (для частичной замены маршрута № 10). Он стал 20-м по счёту маршрутом. Маршрут № 7а действовал в выходные дни вместо 7-го маршрута. Таким образом, в 2007 г. в Житомире насчитывался 21 маршрут, а это максимальное количество маршрутов за всю историю ЖТТУ.
В 2007 году была организована остановка по требованию напротив университета им. И. Франко для маршрутов № 11, 13 и 18. В марте 2008 года вследствие реорганизации маршрутов остановку ликвидировали, так как она была предназначена лишь для троллейбусов, выполнявших разворот возле областной больницы.
20 декабря 2007 года в Житомир поступили 6 троллейбусов ElectroLAZ-12. Им были присвоены бортовые номера 2071—2076.
На 1 января 2008 года в двух депо насчитывался уже 181 троллейбус марки ЗиУ. Таким образом можно посчитать, что за 2 года было списано 11 троллейбусов и получено 10 троллейбусов. В 2008 г. должны были поступить ещё 4 ElectroLAZ, но этого не произошло.
В этом году было организовано остановку по требованию на ул. Селецкой за 50 м до перекрёстка с ул. Витрука для троллейбусов № 4 та 9. Позже после открытия Эко-Маркета на ул. Ватутина были перемещены остановки «Рембыттехника» и «ул. Генерала Потапова» на 130 м вперёд.
27 марта 2008 года городская власть решила кардинально изменить маршруты. Вместо маршрутов № 4 и ранее отменённого № 13 были открыты полукольцевые маршруты № 4а и 4б:
- № 4а: Крошня — ул. Щорса — ул. Киевская — Вокзал — ул. Вокзальная — ул. Витрука — ул. Циолковского — ул. Космонавтов — ул. Селецкая — Смолянка — ул. Большая Бердичевская — ул. Театральная — ул. Киевская — ул. Щорса — Крошня;
- № 4б: Крошня — ул. Щорса — ул. Львовская — ул. Московская — ул. Киевская — ул. Театральная — ул. Большая Бердичевская — Смолянка — ул. Селецкая — ул. Витрука — ул. Вокзальная — Вокзал — ул. Киевская — ул. Щорса — Крошня.

Немного проблематичной для маршрута 4б была остановка «ул. Московская» со стороны Универмага, поскольку через неё проезжали и троллейбусы, следующие на Смолянку, и троллейбусы, следующие на Крошню.
Маршрут № 6 был перенесён на ул. Котовского и существует в таком виде до сих пор. Работает маршрут в рабочие дни утром с очень большими интервалами. Маршрут № 7 был отменён вообще, троллейбусы маршрута № 8 вместо пл. Победы и Чулочной ф-ки стали следовать до ж/д вокзала:
- № 8: Пл. Станишовская (Бумажная ф-ка) — ул. Ивана Гонты — пл. Смолянская — ул. Большая Бердичевская — ул. Театральная — ул. Киевская — Вокзал.

На замену маршрутам № 9 и 15 были открыты полукольцевые маршруты № 9а и 9б:
- № 9а: Гидропарк — ул. Черняховского — ул. Адмирала Щастного — ул. Любарская — ул. Малая Бердичевская — ул. Театральная — ул. Киевская — Вокзал — ул. Вокзальная — ул. Витрука — ул. Селецкая — Смолянка — ул. Большая Бердичевская — ул. Шевченко — ул. Фещенко-Чоповского — ул. Адмирала Щастного — ул. Любарская — ул. Малая Бердичевская — ул. Черняховского — Гидропарк;
- № 9б: Гидропарк — ул. Черняховского — ул. Адмирала Щастного — ул. Фещенко-Чоповского — ул. Шевченко — ул. Большая Бердичевская — Смолянка — ул. Селецкая — ул. Витрука — ул. Вокзальная — Вокзал — ул. Киевская — ул. Театральная — ул. Малая Бердичевская — ул. Черняховского — Гидропарк.

10-й маршрут был продлён до завода «Химволокно», маршруты № 10а и 11 отменены.
В июле 2008 года были возвращены маршруты № 9 и 15 с отменой маршрутов № 9а и 9б, а осенью также возвращён маршрут № 4 с отменой маршрутов № 4а и 4б, но уже с курсированием по ул. Киевской. На некоторое время был восстановлен маршрут № 7 также с курсированием по ул. Киевской. Маршрут № 8 с ж/д вокзала возвращён на пл. Победы. Позже была попытка восстановить маршрут № 11 под новым номером 3к, но и он просуществовал недолго.
Согласно решению исполнительного комитета Житомирского городского совета от 10 июля 2008 г. названия многих остановок были изменены.
После открытия ТРЦ «Глобал» в сентябре 2008 года была открыта новая остановка. Остановка напротив ТРЦ была обустроена лишь в 2010-м.
В 2009 году была восстановлена остановка на перекрёстке улиц Театральной и Малой Бердичевской сначала только для троллейбусов, следующих в направлении Корбутовки, а через полгода и для встречного направления.
18 сентября 2009 года остановка «ул. Черняховского» была перенесена на ул. Малую Бердичевскую.
Из-за того, что остановка стала размещаться близко к перекрёстку, а троллейбусы после отправки от остановки должны поворачивать налево, был запрещён поворот направо для автотранспорта. Однако, 21 января 2011 года выполнять данный поворот вновь разрешили.
16 июня 2009 года работниками ЖТТУ была из-за длительной невыплаты заработной платы была объявлена забастовка. Вновь на маршруты первые троллейбусы вышли лишь 24 июня в 16:10. Частичная стоимость проездных билетов за данный период была компенсирована всем желающим в обмен на июньский проездной билет.
На протяжении 10 дней в октябре 2009 года в Житомире проходил испытания троллейбус Богдан Т601.11, получивший временный парковый номер 1077.

### 2010-е
Почти вся «троллейбусная» часть трамвайно-троллейбусного депо № 2 в августе 2010 года была законсервирована, несмотря на протесты работников, проводимые 28 июля и 16 августа. Было уволено 50 работников депо.
Почти все троллейбусы, а также администрация ТТУ, переехали на территорию депо № 1. Все ЛАЗы тогда остались в депо № 2, поскольку обслуживаться в первом депо они просто не могли по причины отсутствия там ремонтной базы для них. Также во втором депо тогда остались грузовой троллейбус КГТ ТГ-7 и проходившие там на тот момент КВР три ЗиУ с номерами 2019, 2232 и 2288, и один ЮМЗ с номером 2065. Как ни странно, с лета 2010 года начались массовые списания троллейбусов. После окончания КВР 2019-й и 2288-й перевели в депо № 1. В декабре 2010 г. во второе депо вернули ЮМЗ с номерами 2062 и 2064, поскольку первое депо было попросту перегружено троллейбусами. После окончания КВР ЮМЗ № 2065, а также ЗиУ № 2232, тоже оставили во втором депо, так как тогда уже начала идти речь о переводе троллейбусов обратно.
При закрытии депо № 2 был восстановлен въезд в депо № 1 с перекрёстка ул. Щорса и Чапаева, и демонтированы: линия на пл. Соборной; поворот с ул. Киевской на ул. Щорса налево; поворот с ул. Ватутина на ул. Щорса направо в направлении Сенного рынка.
К Евро-2012 было запланировано купить у Киева 40 б/у троллейбусов ЮМЗ Т2. Однако,этого не произошло.
Также в апреле было предложено приобрести 25 новых белорусских троллейбусов АКСМ-321.
В августе открыт маршрут № 4а «Крошня — ул. Космонавтов» со следованием по ул. Котовского, при этом троллейбусы 4-го маршрута в то же время параллельно едут по ул. Киевской. В сентябре маршрут закрепился на постоянной основе.
15 августа 2011 г. городским советом было предложено запустить ночные рейсы троллейбусов со стоимостью проезда 5 грн.
31 октября и 20 декабря через СМИ вновь были даны обещания о покупке 20-25 новых троллейбусов из Белоруссии и передачи нескольких десятков б/у троллейбусов из Киева. В случае поступления этих троллейбусов было обещано открыть 3 новых маршрута.
21 декабря 2011 года работниками ТТУ была объявлена забастовка по причине невыплаты заработной платы за 5 месяцев, общая сумма которой составляла около 6-7 млн гривен. Ранее начало забастовки было запланировано на 12 декабря, но тогда власти пообещали погасить долг до 20 декабря, и начало забастовки было отсрочено. Поскольку деньги работниками так и не были получены, 21 декабря с 6:00 трамваи и троллейбусы не стали выходить на маршруты. Закончилась забастовка 23 декабря в 16:00, когда работникам было выплачено 3,9 млн грн., и остальные деньги власть пообещала выплатить до 10 января 2012 г. В случае невыплаты остатка работники ТТУ обещали устроить повторную забастовку с 10 января. 5 января работники получили почти всю зарплату, и до 20 января им пообещали выплатить остаток за декабрь.
На январь 2011 года в ТТУ осталось всего 123 троллейбуса. Если учесть то, что в 2008 году их было 181, за 3 года было списано 58 троллейбусов, из них 28 списаны 22 июля и 28 октября 2010 года.
В июле 2012 года все рабочие троллейбусы были переведены во второй троллейбусный парк на ул. Витрука. В первое депо из Киева было доставлено 22 б/у автобуса Богдан А092, которые будут являться собственностью Житомирского трамвайно-троллейбусного управления. В будущем запланировано увеличить данный парк маршруток при ТТУ до 100 машин, вытеснивших троллейбусы из территории депо. По официальной информации, цель такого действия — сделать ТТУ города прибыльным.
22 сентября 2012 года возобновил своё действие маршрут № 17 «Крошня — Гидропарк», однако уже 3 декабря был закрыт как нерентабельный.
5 октября 2012 года в 23:50 троллейбус № 1061 въехал в жилое пятиэтажное здание. Пострадало 8 человек.
21 июня 2013 года в ходе празднования дня рождения Виктора Цоя в Житомире курсировал троллейбус, внутри которого проходил акустический концерт.
Во второй части октября 2012 г. из Киева на бесплатной основе передано 5 б/у троллейбусов ЮМЗ Т2: № 525, 530, 531, 535, 537. Машины произведены в 2000—2002 году. Все машины работают на 1, 2, 4, изредка на 15 маршруте.
15 августа 2013 года были закрыты маршруты № 8 и № 9, но 2 сентября по просьбам жителей, проживающих в районе бумажной фабрики, маршрут № 8 был восстановлен. 25 сентября отменён маршрут № 4а.
28 октября 2014 года в Житомир из Чехии поступили первые 4 троллейбуса марки Skoda.
В дальнейшем в Житомир поступило ещё 24 троллейбуса модели Škoda 14Tr и 8 — Škoda 15T из Чехии и Вильнюса (Латвия). Машины, полученные из Вильнюса, несмотря на проведённый ремонт на Южмаше, оказались очень плохого качества, в результате чего очень часто простаивали в депо.
2 марта 2015 года был закрыт маршрут № 15, но в тот же день, вместо него, был открыт маршрут № 15а «Гидропарк — ул. Селецкая». Таким образом маршрут продлили до Нижней Полевой.
Также в 2015 году целью изучения пассажиропотока началось постепенное восстановление ранее закрытых маршрутов. 14 апреля фактически были восстановлены полукольцевые маршруты № 4а и 4б под номерами 4 и 4а соответственно. 4 июля 2015 был восстановлен маршрут № 5а «Богуния — Гидропарк», однако в течение нескольких дней движение осуществлялось только до Чулочной фабрики.
Также 8 сентября был восстановлен маршрут № 9 Гидропарк — ул. Космонавтов», а с 6 по 14 августа 2016 года существовал маршрут № 5 «пл. Победы — Гидропарк».
В сентябре 2016 г. началось строительство новой троллейбусной линии в м-н Хмельники на Суриной горе по ул. Новосенной, Чехова, Новосеверной и Маликова. В результате изменения проекта решили отказаться от строительства подстанции в районе польского кладбища, что существенно удешевило проект, вместо этого решили протянуть питающую линию от подстанции на просп. Независимости. 27 декабря 2016 обкатку новой линии на улицу Маликова совершил первый троллейбус, а с 16 января был официально запущен маршрут № 7 «Маликова — Вокзал».
13 февраля 2017 г. внесены изменения в маршрутную сеть: маршрут № 8 был продлен до ул. Маликова, маршрут № 4 укорочен до ул. Космонавтов, маршрут № 4а до Обл. больницы (ранее по этому маршруту ходил троллейбус под № 18 «Крошня — Обл. Больница»). 6 июня 2017 г. маршрут № 7 был продлён до ЗОКа, в номер маршрута добавлена буква А, маршрут № 7а «Маликова — ЗОК» работает только в рабочие дни в час пик, а маршрут № 7 в выходные дни.
С марта по май 2018 велось строительство линии по улице Промышленной до предприятия «Агробудиндустрия», где было построено разворотное кольцо. 2 июля 2018 г. до него были продлены маршруты № 7а и № 10. 25 июня 2018 г. для улучшения транспортного сообщения в ночное время были запущены маршруты Н2 «Пл. Победы — Вокзал — Смолянка», Н3 «Пл. Победы — Смолянка — Вокзал», Н4 «Пл. Победы — Крошня», Н5 «Богуния — пл. Победы — Гидропарк», Н7 «Пл. Победы — Агробудиндустрия». Маршруты работают с 21-00 до 23:00. В этом же году маршрут Н7 был отменён в связи с нерентабельностью.
В марте 2019 г. была построена обгонная линия на остановке «Площадь Привокзальная» (в направлении пл. Полевой) . 20 мая этого же года управление транспорта и связи Житомирского городского совета согласовало паспорта троллейбусных маршрутов № 1а и № 1б.
С 1 июня 2019 г. было запущено движение троллейбусных маршрутов № 1а и № 1б, которые двигаются по кругу друг другу навстречу. 27 февраля 2020 года был отменён маршрут № 12«Крошня-Центр», а маршрут № 4 был укорочен до пл. Привокзальной и соответственно стал курсировать по маршруту «Крошня — Вокзал».
В связи с начавшимися ремонтами дорожного покрытия на центральных улицах (Победы и Б.Бердичевская) города с июля 2019 года некоторые троллейбусные маршруты временно изменялись, а некоторые отменялись. На период 26-27 июля маршрут №Н5 был отменен, 28 июля №Н5 курсировал по маршруту «Ялынка- ул. Победы — ул. Грушевского — ул. Небесной сотни — ул. Киевская — пл. Победы — Ялынка». № 15А временно курсировал по маршруту ранее существовавшего маршрута № 9б. В июле-сентябре также периодически отменялись маршруты № 2, 3, 5А, 7, на время перекрытия улицы Победы вводил маршрут «Богуния — пр. Мира — пр. Независимости — ул. Киевская — Вокзал», который затем был изменен на «Богуния — пр. Мира — пр. Независимости — ул. Киевская — ул. Витрука — ул. Циолковского — ул. Космонавтов — ул. Селецкая», который на 1 день был продлён по ул. Б.Бердичевской до Обл. Больницы без заезда на ул. Циолковского и Космонавтов. Маршрут № 8 на это время курсировал только до пл. Победы. При перекрытиях ул. Б.Бердичевской троллейбусы направлялись в объезд по ул. Фещенко-Чоповского. При перекрытии ул. Параджанова маршруты № 6,7А,10 следовали только до вокзала.

### 2020-е
В 2020 году в связи с ремонтами дорожного покрытия по ул. Большой Бердичевской с 21 апреля на полтора месяца были отменены маршруты № 1А и 3.
В мае—июле в связи с продолжающимся ремонтом маршруты № 1Б, 2, 4А сначала были направлены в объезд по ул. Фещенко-Чоповского, но позже маршрут № 1Б стал следовать по маршруту «Пл. Победы — ул. Киевская — ул. Витрука — ул. Циолковского — ул. Космонавтов — ул. Селецкая», № 2 был укорочен до ул. Селецкой, № 4а отменён. С мая в связи с ремонтом дорожного покрытия по ул. Чудновской и ремонтными работами на сетях водоканала и теплокоммунэнерго на ул. М. Бердичевская и Л.Качинского маршруты № 5А, 9, 15А, сначала курсировали только до ул. Д.Донцова, но позже 5А и 9 были отменены. Также в связи с карантинными ограничениями связанными с распространением COVID-19 были отменены ночные маршруты.
19 июня 2020 года начали поступать новые троллейбуса АКСМ 321 (БКМ-Україна), купленные за кредитные средства ЕБРР.
С 1 августа 2020 года маршрут № 4А был продлён от Областной больницы до Станишовской площади.
В сентябре-октябре маршрут № 2 в связи с продолжающимся ремонтом дорожного покрытия на улицах Киевская и Большая Бердичевская маршрут № 2 укорачивался до ул. Космонавтов с периодическим курсированием по ул. М.Грушевского. В это же время маршрут № 15 был отменён, взамен него был восстановлен маршрут № 5 «Пл. Победы — Гидропарк», в октябре маршрут № 3 укорочен до конечной Областная Больница, а маршрут № 1А был отменён.
В октябре был построен поворот с ул. Небесной сотни на ул. Киевскую в сторону Вокзала и с 17 октября маршрут № 4 был продлён до ул. Космонавтов и стал курсировать по маршруту «Крошня — ул. Покровская — ул. Львовская — ул. Небесной сотни — ул. Киевская — ул. Вокзальная — ул. Витрука — ул. Циолковского — ул. Космонавтов — ул. Селецкая — ул. Витрука — ул. Вокзальная — ул. Киевская — ул. Покровская — Крошня».
В ноябре в связи с окончанием ремонта ул. Киевской маршрут №4 перестал курсировать по ул. Львовской и Небесной Сотни. С 11 ноября в связи с окончанием ремонта ул. Б. Бердичевской были восстановлены маршруты №1А и №3, №4 был возвращен на Ж.д. Вокзал.
26 января 2021 года состоялось подписание контракта по строительству новой троллейбусной линии в микрорайон Малёванка, срок реализации проекта 224 дня, в конце мая этого же года началось строительство этой линии.
С 30 августа 2021 года решением исполкома произошли следующие изменения троллейбусных маршрутов:
- восстанавливается маршрут №4А «Крошня — ул. Покровская — ул. Киевская — ул. Театральная — ул. Большая Бердичевская —  ул. И.Гонты — площадь Станишовская»;
— №8 сокращается до Областной больницы и будет следовать по маршруту «Маликова — ул. Чехова —  ул. Новосеверная — ул. Победы — ул. Театральная — пл. Победы — ул. Б. Бердичевская — ул. Шевченко — ул. Пушкинская — Областная больница —  ул. Коцюбинского — ул. Б. Бердичевская — ул. Театральная — ул. Победы — ул. Новосеверная — ул. Чехова —  Маликова»;
—  отменяются маршруты №1А и №1Б, вместо них будет курсировать маршрут №1 «Вокзал (пл. Привокзальная) — ул. Киевская — ул. Театральная — ул. Б. Бердичевская — ул. Селецкая — ул. Витрука — ул. Циолковского — ул. Космонавтов — ул. Селецкая —  ул. Б. Бердичевская — ул. Театральная — ул. Киевская — Вокзал (пл. Привокзальная)»;
— запускается полукольцевой маршрут №15 «Гидропарк — ул. Чудновская — ул. Дмитрия Донцова — ул. Фещенко-Чоповского — ул. Шевченко — ул. Б. Бердичевская — Смолянка — ул. Селецкая — ул. Витрука — ул. Вокзальная — пл. Привокзальная (Вокзал) — ул. Киевская — ул. Театральная — ул. М. Бердичевская — ул. Чудновская — Гидропарк»;
— маршрут №15А становится полукольцевым и будет курсировать по маршруту «Гидропарк — ул. Чудновская — ул. Дмитрия Донцова — ул. Любарская — ул. М. Бердичевская — ул. Театральная — ул. Киевская — пл. Привокзальная (Вокзал) — ул. Вокзальная — ул. Витрука —  ул. Селецкая — Смолянка — ул. Б. Бердичевская — ул. Шевченко — ул. Фещенко-Чоповского — ул. Любарская — ул. М. Бердичевская — ул. Чудновская — Гидропарк».
— маршрут №4 восстанавливается по старой трассе «Крошня — ул. Покровская — ул. Киевская — пл. Привокзальная (Вокзал) —  ул. Вокзальная — ул. Витрука — ул. Циолковского — ул. Космонавтов — ул. Селецкая — ул. Витрука — ул. Вокзальная — пл. Привокзальная (Вокзал) — ул. Киевская — ул. Покровская — Крошня».
С 24 февраля 2022 года в связи с введением военного положения весь коммунальный транспорт стал работать бесплатно.
С 27 февраля троллейбусные маршруты №2,3,15,15А курсируют по своим обычному маршруту и №1 (ездит по кругу с разворотом на вокзале). Время работы с 6:00 до 18:00.
1 марта 2022 года около 22 часов ракетным ударом была повреждена контактная сеть по Проспекту Мира в районе улицы Шухевича (бывшей Сабурова), в результате этого со 2 марта троллейбусы маршрутов №2 и 3 курсируют до Чулочной фабрики. 6 марта после ремонта, движение маршрутов №2 и №3 было восстановлено до конечной «Ялынка».
4 марта 2022 года запущен троллейбусный маршрут №8 «пл. Победы — ул. Б.Бердичевская — пл. Станишовская», вместо маршрута №1 восстановлены маршруты 1А и 1Б. С 9 апреля восстановлено движение троллейбусов по маршрутам 4 «Крошня — ул. Киевская — Вокзал» и 7 «Маликова — ул. Киевская — Вокзал» (курсирует только в будние дни), 4А «Крошня — ул. Б.Бердичевская — пл. Станишовская» и 7А «Маликова — ул. Киевская — ЗОК» (курсируют только в будние дни). Также были отменены маршрут №8 и бесплатный проезд.
С 16 мая маршрут 1Б был направлен через ул. Циолковского и стал курсировать по маршруту «Вокзал (пл. Привокзальная) — ул. Вокзальная — ул. Витрука — ул. Циолковского — ул. Космонавтов — ул. Селецкая —  ул. Б. Бердичевская — ул. Театральная — ул. Киевская — Вокзал (пл. Привокзальная)». 13 июня было восстановлено движение маршрута №10 «Богуния (Ялынка) — Агробудиндустрия».
В июле 2022 года был построен разворот с ул. Театральной (со стороны Гидропарка) на ул. Б. Бердичевскую (в сторону Смолянки), после чего маршрут №15 стал курсировать по ул. Б. Бердичевской вместо ул. Фещенко-Чоповского.
Из-за произошедших ударов по энергетической инфраструктуре, 19 октября 2022 г. троллейбусы на маршруты не выехали. Движение троллейбусов по маршрутам №1, 1а, 2, 3, 4, 15, 15а было восстановлено 26 октября. С 26 октября до 8 ноября 2022 года в связи с ремонтом дорожного покрытия по ул. Покровской на участке от ул. Киевской до пр. Независимости маршрут №4 следовал по маршруту «Крошня - ул. Покровская - пр. Независимости - ул. Восточная - ул. Киевская - Вокзал (пл. Привокзальная)».
В результате повторных ракетных ударов по энергетической инфраструктуре, электротранспорт не курсировал с 16 ноября до 4 декабря. 5 декабря движение по маршрутам 2, 3, 15 и 15а было восстановлено в тестовом режиме,  но после обеда, из-за пропадания напряжения в результате повторных ударов по энергосистеме снова было остановлено, но на следующий день троллейбусы работали вышли на маршруты 2, 3, 15 и 15а.
В ноябре 2022 года было возобновлено строительство троллейбусной линии на Малёванку. С 9 декабря был восстановлен маршрут №4 «Крошня - Вокзал (пл. Привокзальная)», а в начале января — движение маршрута 7а.
23 февраля 2023 года было завершено строительство служебной односторонней линии от трамвайно-троллейбусного депо по улицам Королёва и Космонавтов до улицы Циолковского, строительство было осуществлено за средства городского бюджета. 9 марта после атак на энергетическую инфраструктуру города движение электротранспорта снова было остановлено, на троллейбусные маршруты №№ 2 и 3 были выпущены муниципальные автобусы. 3 апреля троллейбусы вышли на маршруты 4, 7А, 15 и 15А, а 4 апреля на маршруты 2 и 3.  С 6 апреля 2023, после более чем годового отсутствия, было восстановлено движение троллейбусов по маршруту №10.
15 мая 2023 года восстановлено курсирование троллейбусного маршрута №4А «Крошня - пл. Станишовская», маршрут работает только в будние дни, имеет выпуск 4 троллейбуса.
С 23 декабря 2023 года восстановлен маршрут №7 «Маликова - Вокзал (пл. Привокзальная)», работает только в выходные дни. С 16 апреля по 8 мая 2024 года, в связи с работами проводимыми Житомирводоканалом на перекрёстке улиц Грушевского и Восточная, маршрут №10 следовал по изменённой трассе «Ялынка - пр. Мира - пр. Независимости - ул. Восточная - ул. Киевская - л. Параджанова - ул. Промышленная - Агробудиндустрия - ул. Промышленная - ул. Параджанова - ул. Киевская - ул. Победы - пр. Мира - Ялынка»  .
В апреле 2024 года было завершено строительство троллейбусной линии на Малёванку, а после завершения работ на подстанции 23 мая началось её тестирование. 5 июня по новой линии был запущен маршрут №5 «Ф-ка Крок - ул. Героев Пожарных - ул. Чудновская - ул. Д. Донцова - ул. Любарская - ул. Малая Бердичевская - ул. Театральная - ул. Киевская - Вокзал (пл. Привокзальная) - ул. Киевская - ул. Театральная - ул. М. Бердичевская - ул. Чудновская - ул. Героев Пожарных - Ф-ка Крок».
С 1 января 2025 года по просьбам жителей улиц Фещенко-Чоповского, Синельниковой маршрут №4а, при движении в сторону Бумажной фабрики, стал курсировать по улицам Театральная, Малая Бердичевская, Дмитрия Донцова, Фещенко-Чоповского, Шевченко с последующим выездом на улицу Большая Бердичевская. 17 февраля Житомирводоканалом были начаты работы по строительству нового канализационного коллектора на улице Ивана Гонты, в связи с чем был произведён временный демонтаж контактной сети, на период выполнения данных работ маршрут №4а стал следовать по улицам Селецкая и Витрука до разворотного кольца на пл. Полевой.

## Стоимость и оплата проезда
Билет нужно покупать непосредственно в троллейбусе у кондуктора или у водителя, компостировать билет не нужно. Имеется возможность приобрести транспортные карты в точках продажи.
В советское время билет в троллейбусе до середины 80-х стоил 4 коп., после чего его стоимость увеличилась до 5 коп. С начала 90-х всё больше и больше сказывались инфляционные процессы, вынуждающие электротранспортников повышать цены на проездные билеты. Так в 1991 году цена билета стала составлять 15 коп., затем в течение следующего года его стоимость трижды возрастала: 30 коп., 50 коп., и уже 5 карбованцев. В 1993 году стоимость билета также возрастала трижды: 10, 20 и 100 карбованцев. В 1994-м билет стоил уже 1000 карбованцев, в 1995-м — 10 тысяч, и в 1996-м — 20 тысяч карбованцев. С вводом гривны стоимость проезда уже на 2 года стабилизировалась и стала 20 копеек. До августа 1997 г. билеты нужно было покупать в киосках, расположенных на многих остановках, и компостировать их в троллейбусе. В сентябре 1997 г. во всех троллейбусах появились кондукторы. В 1998 году цена билета была повышена до 30 коп. Стоимость билетов с 2001 г. составляла:
- с 1 февраля 2001 г.[109] по 30 сентября 2006 г. — 40 коп.;
- с 1 октября 2006 г.[110] по 19 февраля 2008 г. — 60 коп.;
- с 20 февраля 2008 г.[111] по 10 июля 2009 г. — 75 коп.;
- с 11 июля 2009 г.[112] по 16 марта 2011 г. — 1 грн.;
- с 17 марта 2011 г. — 1 грн. 50 коп.[113][114]
- с 1 января 2015 г. — 2 грн.
- С 1.09.2017 г. — 3 грн.

С августа 2007 г. по октябрь 2008 г. в троллейбусах можно было приобретать билеты на 1 день. Их стоимость изначально составляла 1 грн. 50 коп., и с 20 февраля 2008 г. увеличилась до 2 грн. 50 коп. В октябре 2008 г. от однодневных билетов отказались из-за небольшого количества желающих их приобретать.
С 5 сентября 2016 года началось практическое введение системы электронного билета, для начала во всех троллейбусах маршрута № 1 кондукторы получили мобильные терминалы, которые печатают билеты после приложения специальной карты. 6 сентября был продемонстрирован троллейбус в котором был установлен стационарный валидатор. С 27 февраля 2017 г. обычные месячные проездные билеты заменены на е-билеты (пластиковые карты), а 3 июля Житомирский городской совет анонсировало нововведения о пополнении пластиковых проездных и предложении пакетов с лимитированным количеством поездок.
5 сентября 2017 года официально запущена система безналичной оплаты проезда в коммунальном электротранспорте. Таким образом в троллейбусах и трамваях имеется возможность оплатить проезд не только с помощью пластиковых карт, приобретенных в точках реализации проездных от ЖТТУ, но и с помощью бесконтактных технологий платёжными картами VISA, а также QR кода с помощью приложения Приват-24 от Приватбанка.
6 сентября Житомирский исполком принял решение о повышении проезда до 3-х гривен с 1 октября.
С 27 сентября 2017 года введены новые проездные е-билеты с различным количеством поездок.
Стоимость проезда с 23-00 составляет 6 грн. для всех категорий населения.
С 10 января 2020 года стоимость проезда была повышена до 5 грн., при оплате картой 4 грн.
1 августа 2020 стоимость проезда была повышена до 6 грн., при оплате банковскими картами — 5 грн. Стоимость проезда при оплате E-билетом или картой житомирянина осталась без изменений — 4 грн.
В сентябре 2021 года с маршрутов №№4А, 6, 7, 7А и 8 были сняты кондуктора, оплата проезда в этих маршрутах осуществляется наличными у водителя, безналичным способом на терминалах.
С 29 января 2022 г. стоимость проезда была повышена: при оплате наличными или банковскими картами до 8 грн., транспортной картой или картой житомирянина - 6 грн., ученикам по транспортной карте до 3 грн., пенсионерами и инвалидам III группы до 4 грн.
13 августа 2022 г. произошло очередное изменение стоимости проезда: при оплате наличными или банковскими картами - 10 грн., транспортная карта или карта житомирянина - 6 грн, для учеников по транспортной карте 4 грн.
С весны 2023 года кондукторы работают только в часы пик на маршрутах 1А, 2 и 3. С 1 июля 2023 года кондукторов убрали со всех маршрутов.
С 1 апреля 2024 года снова была поднята стоимость проезда: при оплате наличными до 15 грн., банковской картой до 10 грн., наличными до 15 грн., ученикам по транспортной карте до 5 грн. С 1 июня планируют полностью убрать оплату наличными.

## Подвижной состав

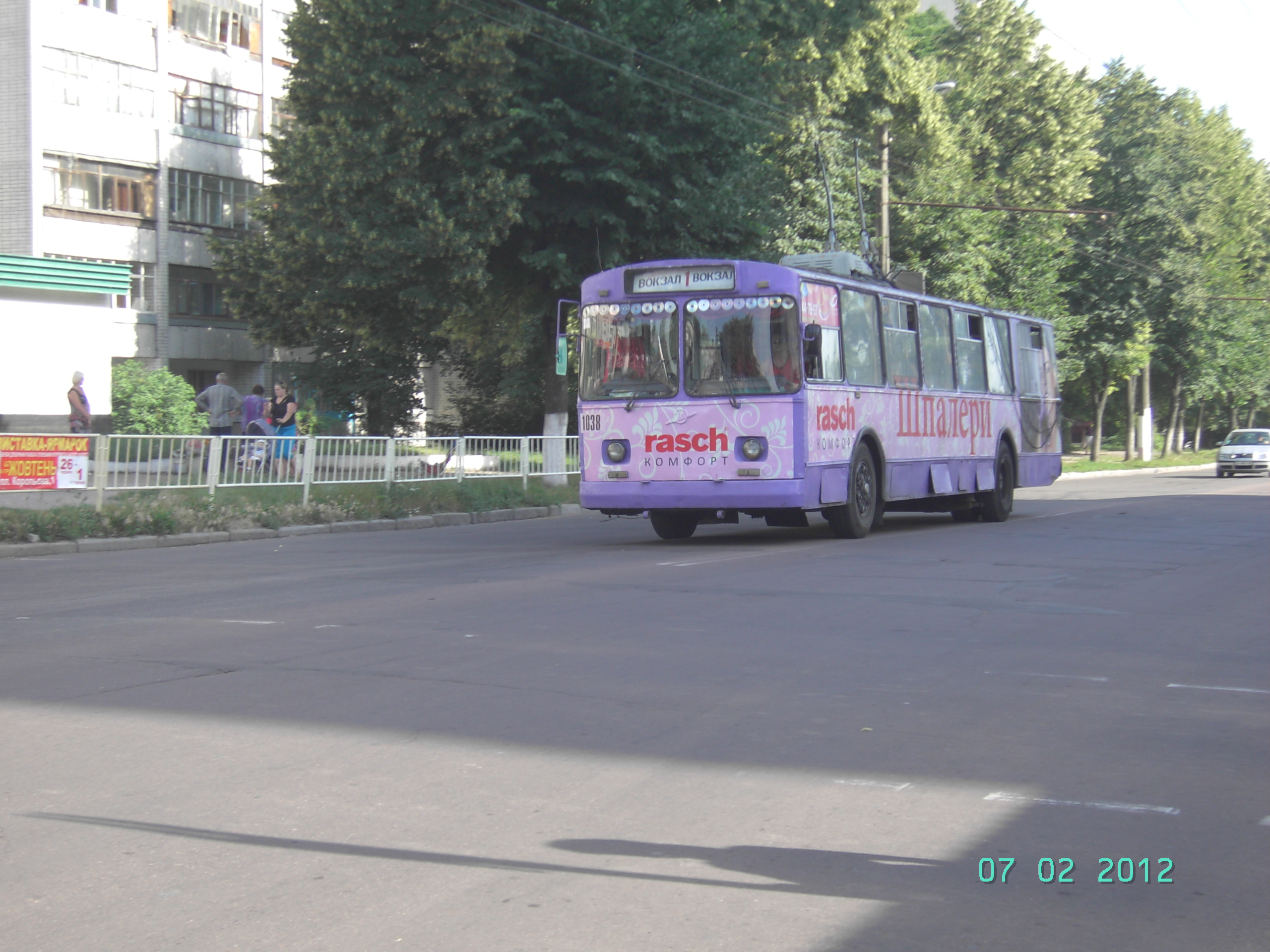
ЗиУ-682В на ул. Витрука в июле 2012

- 61 троллейбуса ЗиУ-682, модификации В, УГ, В00, В012, В0В, В1, В10, Г00, Г-016 (012), Г-016 (012) П[1], 2 шт. переделаны в учебные (общее количество вместе со списанными — 316);
- 4 троллейбусов ЮМЗ Т1 (общее количество со списанными — 5);
- 5 троллейбусов ЮМЗ Т2 (10.2012 г. в Житомир из Киева было на бесплатной основе передано 5 машин — 525, 530, 531, 535, 535. По состоянию на 02.2012 г. 4 из 5 машин работают на 1, 2, 4, 5А изредка 15 маршрутах);
- 18 троллейбуса Škoda 14Tr (общее количество со списанными и законсервированными —  24);
- 8 троллейбусов Škoda 15Tr;
- 6 троллейбусов ElectroLAZ-12 (не эксплуатируются);
- 50 троллейбусов АКСМ-321;
- 1 грузовой троллейбус КТГ-2 (общее количество КТГ-1 и КТГ-2 вместе со списанными — 7).

### Ранее эксплуатируемые троллейбусы
- 3 троллейбуса СВАРЗ-ТБЭС;
- 76 троллейбусов ЗиУ-5;
- 47 троллейбусов ОдАЗ-695Т;
- 42 троллейбусов Киев-4;
- 10 троллейбусов Киев-6;
- КТГ-1.

### Троллейбусные поезда
В 1971 году в Житомире был списан последний в СССР троллейбусный поезд работающий не по системе Владимира Веклича. Первый такой поезд в Житомире был сформирован в декабре 1968 г. в депо из троллейбуса «Киев-5ЛА» (ОДаЗ-695Т) и автобусного прицепа. Редуктор и тяговый двигатель троллейбуса-тягача такого поезда сильно перегревались, что приводило к ускоренному износу и преждевременному списанию.

## Депо
Обслуживание подвижного состава обеспечивают 2 троллейбусных Депо.

### Троллейбусное депо № 1
- Адрес: ул. Ольжича, 1 50°15′44″ с. ш. 28°39′27″ в. д.HGЯO

С 07.2012 г. депо находится на консервации. Весь подвижной состав и маршруты переведены в депо на Витрука ТТД № 2.
На территории ТД № 1, летом 2012 г. возникла идея разместить коммунальное автотранспортное предприятие. Планировалось осуществлять перевозку пассажиров маршрутными автобусами 3, 8, 25 маршрутов. Для этого из столицы Украины, было перегнано около 40 автобусов «Богдан-А092».
ТД № 1, используется также как ремонтная база подвижного состава Житомирского ТТУ, а также с апреля 2018 года стало использоваться как автобусный парк ТТУ для автобусов МАЗ-206.

### Трамвайно-троллейбусное депо № 2
- Адрес: ул. Витрука, 11 50°15′15″ с. ш. 28°42′19″ в. д.HGЯO
- Подвижной состав: ЗиУ-682, ЮМЗ Т1,ЮМЗ Т2, ElectroLAZ-12
- Маршруты: 1, 2/3, 4/4а, 15, 17, (с 09.2012 по 12.2012 г.) (До августа 2010 г. — 1, 4, 6, 9, 10, 12, 15. Ранее также 10а, 13, 14, 16, 17, 18. С марта по июль 2008 г. — 1, 4а, 4б, 6, 8, 9а, 9б.)

В августе 2010 г. администрация ЖТТУ переехала из второго депо в первое. Для экономии местного бюджета все троллейбусы из второго депо были переведены в первое, почти все «троллейбусные» здания были законсервированы.
К ноябрю 2011 г. администрация ТТУ была переведена обратно на территорию второго депо. На данный момент в этом депо обслуживаются 6 ЛАЗов, 3 ЮМЗ, 1 ЗиУ и 1 КТГ-2. Часть депо сдаётся в аренду.
07.2012 г. в ТТД № 2 был переведен весь подвижной состав обратно, вместе с машинами ТД № 1.